# 雲狀裸胸鱔
雲狀裸胸鱔，又稱雲狀裸胸鯙，為裸胸鱔屬的其中一種，分布於西南太平洋區，包括豪勳爵島、諾福克島、紐西蘭等海域，體長可達53.5公分，為底棲性魚類，屬肉食性，生活習性不明。

## 擴展閱讀
維基物種上的相關：雲狀裸胸鱔